# Теддингтон
Теддингтон (англ. Teddington) — юго-западный пригород Лондона (примерно в 15 километрах от центра Лондона), относится к лондонскому боро Ричмонд-на-Темзе. В 2011 году население составляло 10 330 жителей.

## Достопримечательности и досуг
В бывшей церкви святого Альбана (St Alban’s Church), переданной в аренду англиканской церковью, работает Центр искусств, независимая благотворительная организация, предлагающая широкую художественную и образовательную программу — место, где проходят выставки, лекции и концерты.

## Транспорт

### Железнодорожный
Станция Теддингтон, которую обслуживают поезда электрифицированной линии Юго-Западной железной дороги (South West Trains). Поезда курсируют до лондонской станции Ватерлоо: один путь через Кингстон-на-Темзе и Уимблдон каждые 15 минут, другой через Ричмонд) и Патни каждые 30 минут. Поезда также курсируют до Шеппертона каждые 30 минут.
Ближайшие железнодорожные станции:
- Теддингтон
- Хэмптон Вик[англ.]
- Фулвелл[англ.]
- Страсберри Хилл[англ.]

### Автобусы
Теддингтон обслуживается лондонскими автобусами до других лондонских автостанций — аэропорта Хитроу (Heathrow Central bus station), Западного Кройдона (West Croydon station) и Хаммерсмит (Hammersmith bus station).

## Люди, связанные с Теддингтоном
- Ноэл Кауард (1899—1973) — актёр, композитор, музыкант и драматург.
- Джон Фейдж (1921—2002) — историк, известный работами об истории Африки.
- Бенни Хилл (1924—1992) — английский актёр, комик.
- Марджори Бултон (1924—2017) — британская писательница и поэтесса, что писала на английском языке и эсперанто.
- Кира Найтли (род. 1985) — английская актриса и модель.

## Галерея

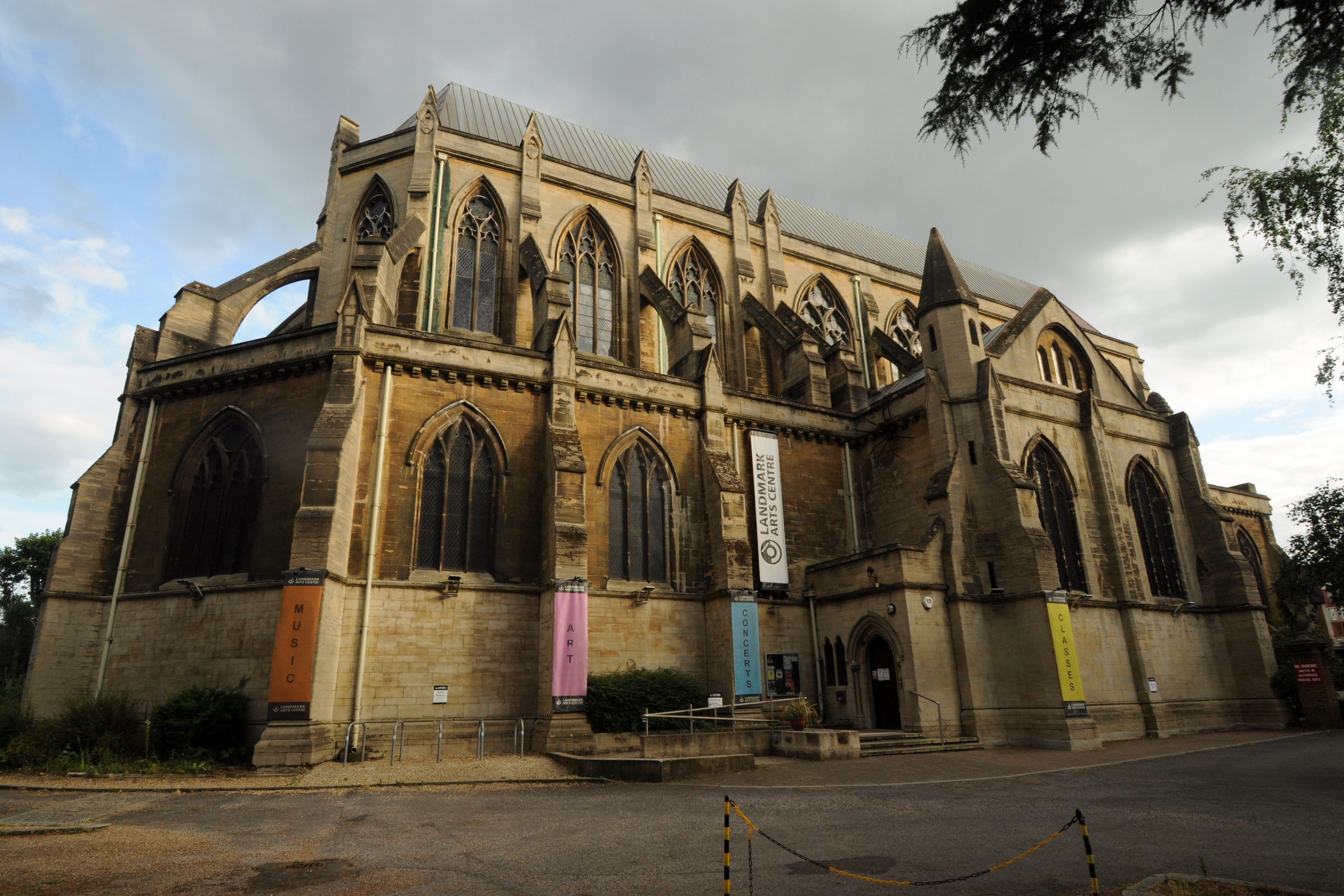
Центр искусств Тредингтона
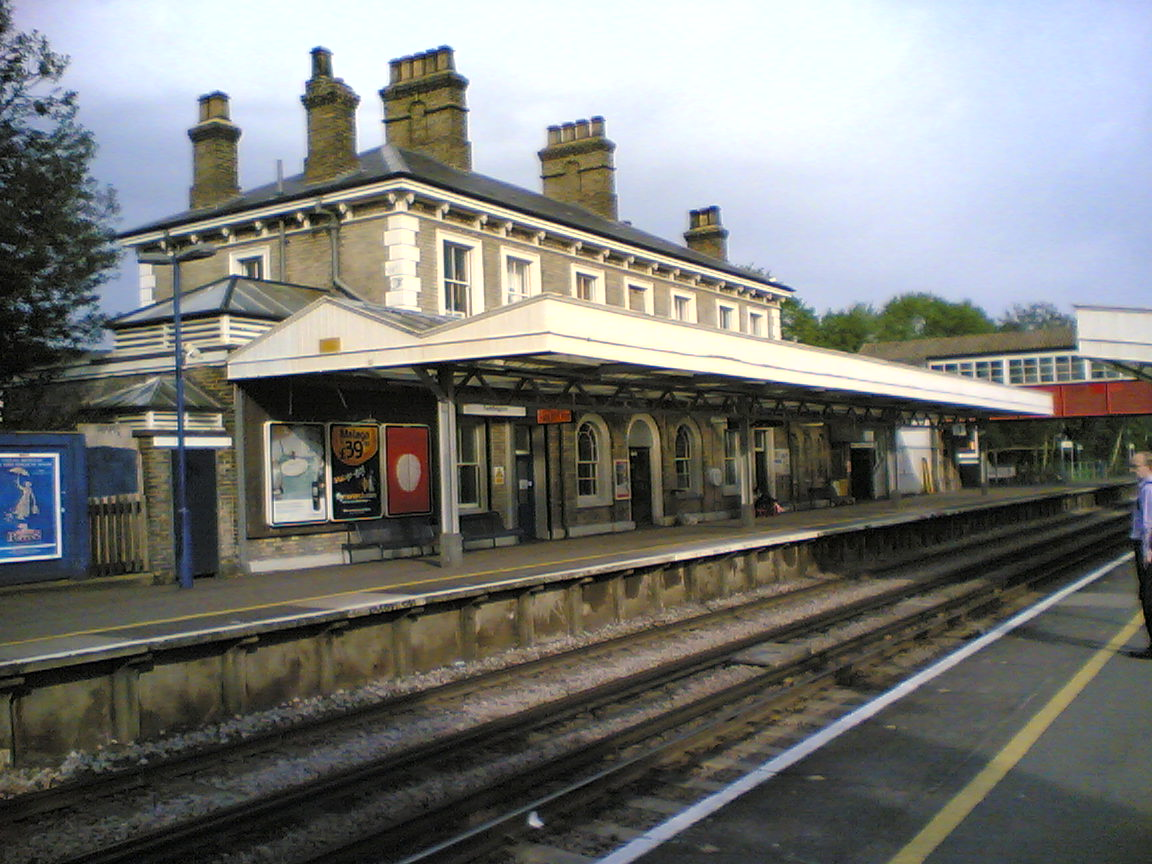
Железнодорожная станция Теддингтона
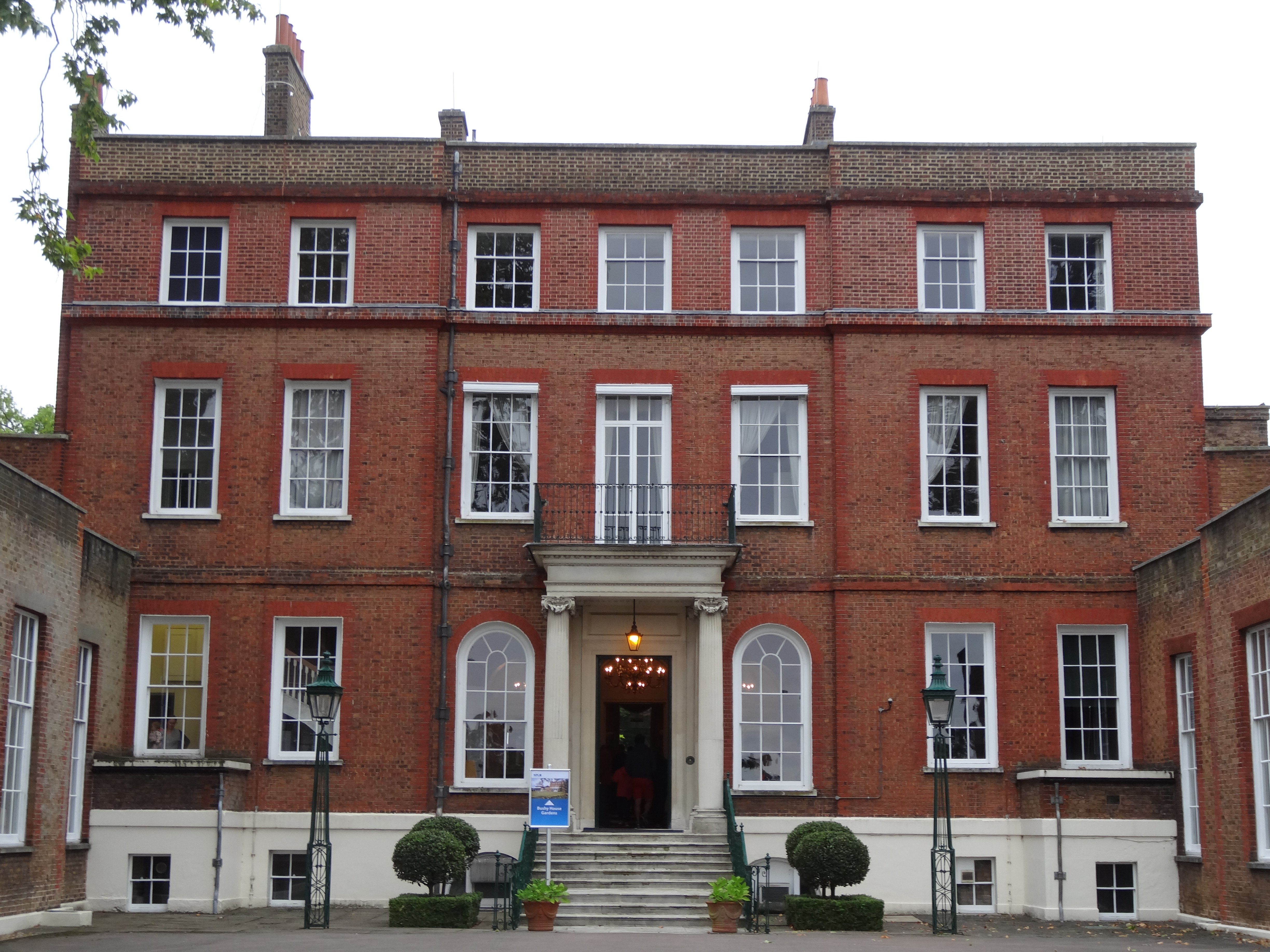
Национальная физическая лаборатория в Теддингтоне
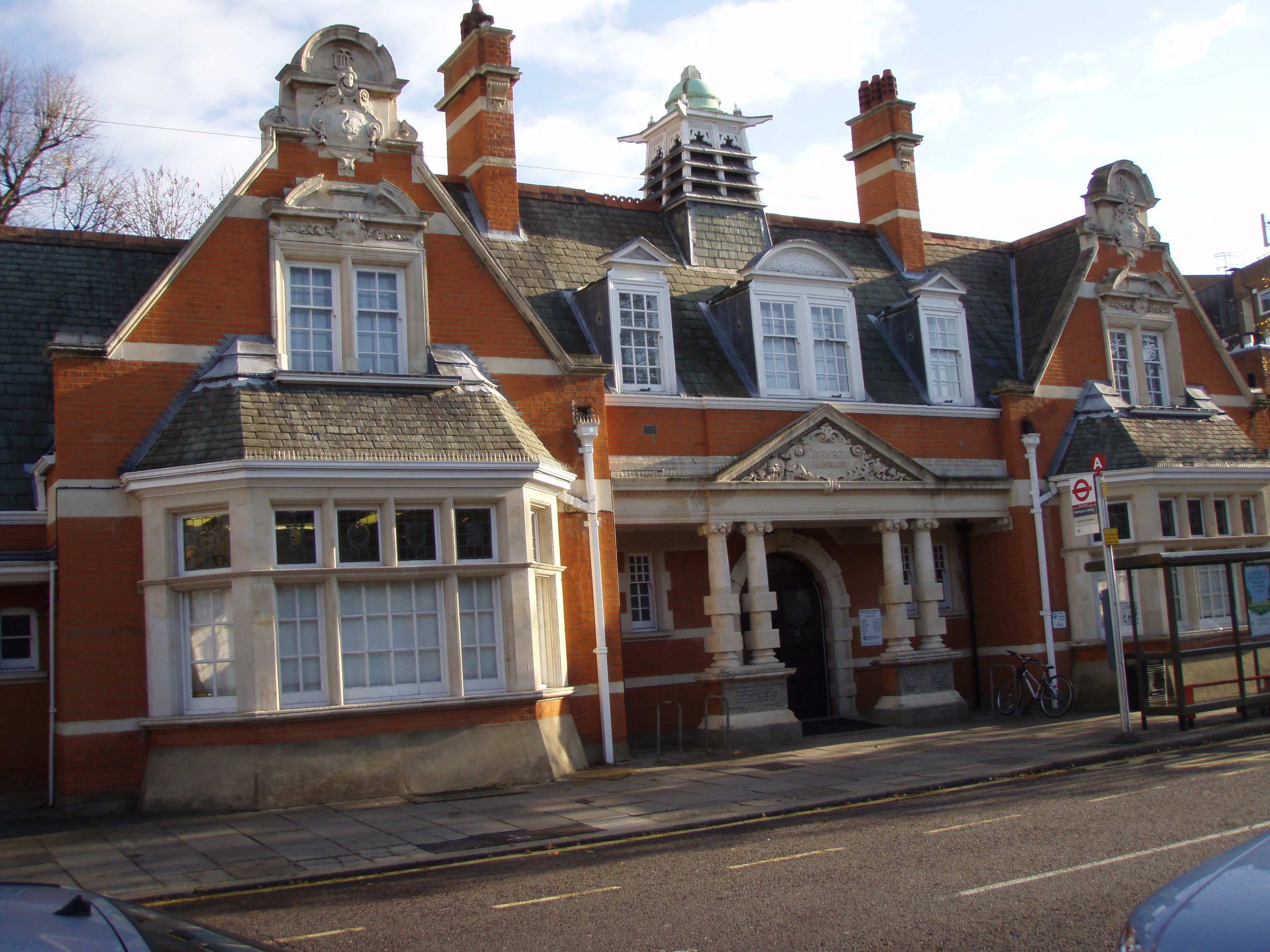
Библиотека Теддингтона